# Luis Molowny
Luis Molowny Arbelo (Santa Cruz de Tenerife, 1925. május 12. – Las Palmas de Gran Canaria, 2010. február 12.) ír származású néhai spanyol labdarúgó, középpályás, edző.

## Pályafutása
Karrierjét édesapja, Raúl Molowny korábbi csapatában, a Tenerifében kezdte. Mindössze egy év után a Marino FC-hez igazolt, ahonnan 1946-ban a korszak egyeduralkodója, a Real Madrid szerződtette. A Reallal játékosként kétszeres bajnok, egyszeres BEK-győztes, valamint nyert spanyol és latin kupát is. Utolsó évében a Las Palmasban játszott. A spanyol válogatottban hétszer lépett pályára, valamint részt vett az 1950-es vb-n is. Két gólt szerzett.
Edzőként három csapatnál fordult meg. 1957 és 1970 között három szakaszban a Las Palmas trénere volt, ezalatt 1969-ben rövid ideig a válogatottat is irányította. 1974-ben lett először játékospályafutása legnagyobb sikerei helyszínén, a Real Madridnál tréner. Később még háromszor ült ő a kispadon, majd 1986-tól 1990-ig a Real sportigazgatója volt.